# LvivMozArt

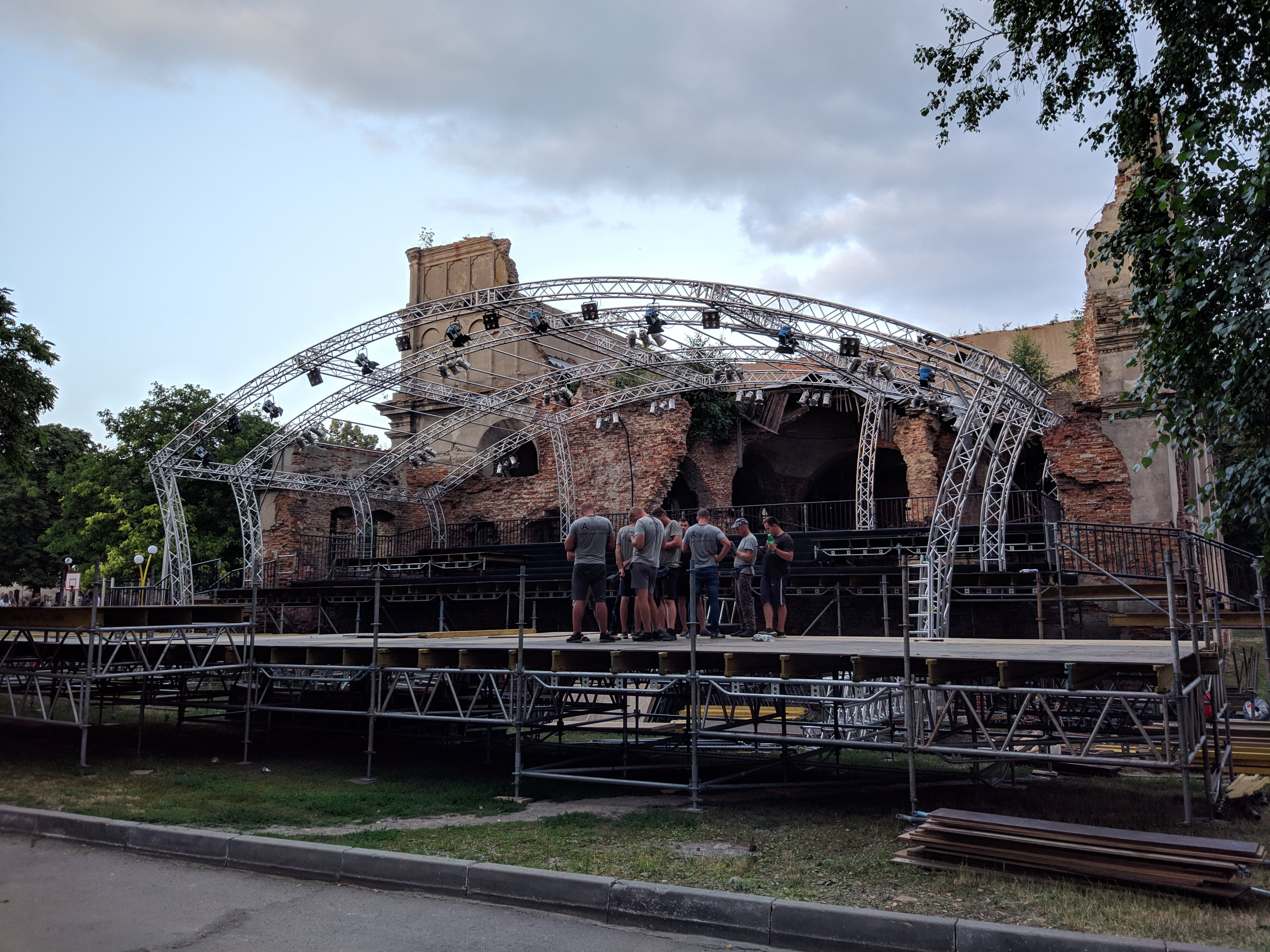
Una escena des de l'escenari obert del LvivMozArt a Brody.

El festival LvivMozArt és un festival anual de música clàssica internacional que tñe lloc a les ciutats de Lviv i Brody, i al seu entorn, a Ucraïna. El seu nom és en honor a Franz Xaver Wolfgang Mozart, fill de Wolfgang Amadeus Mozart, que va viure a Lviv des de 1808 a 1838.
LvivMozArt combina música acadèmica contemporània i les peces clàssiques interpretades per músics de diversos països d'europeus, els Estats Units i Sud-àfrica. En la seva última edició abans de la pandèmia de 2019, va tenir una afluència de públic que va superar els 9.500 espectadors.